# Караваєв Георгій Аркадійович
Георгій Аркадійович Караваєв (нар. 3 квітня 1913, місто Санкт-Петербург, тепер Російська Федерація — 3 листопада 1994, місто Москва) — радянський державний діяч, міністр будівництва СРСР. Кандидат у члени ЦК КПРС у 1971—1976 роках. Член ЦК КПРС у 1976—1986 роках. Депутат Верховної Ради СРСР 7—11-го скликань. Герой Соціалістичної Праці (1.04.1983).

## Життєпис
Народився в родині робітника.
У 1929—1930 роках — робітник фабрики «Госзнак» в Ленінграді.
У 1930—1935 роках — студент Ленінградського інституту інженерів водного транспорту, інженер-гідротехнік.
У 1935—1936 роках — служба в Червоній армії.
У 1936—1937 роках — інженер, старший інженер на будівництві в Архангельській області. У 1937—1942 роках — виконроб, майстер, начальник «Гідробуду», заступник головного інженера будівництва в місті Молотовську (Северодвінську) Архангельської області.
Член ВКП(б) з 1940 року.
У 1942—1943 роках — заступник головного інженера, головний інженер будівництва Богословського алюмінієвого заводу НКВС СРСР в місті Краснотур'їнську Свердловської області.
У 1943—1945 роках — начальник особливої будівельно-монтажної частини № 26 Народного комісаріату будівництва СРСР у місті Харкові (начальник управління із відновлення Харківського тракторного заводу).
У 1945—1951 роках — начальник особливої будівельно-монтажної частини № 44 — керуючий будівельно-монтажного тресту № 44 Міністерства будівництва підприємств машинобудування СРСР у місті Миколаєві.
У 1951 році — начальник Головпівденьбуду Міністерства будівництва підприємств машинобудування СРСР, заступник міністра будівництва підприємств машинобудування СРСР.
У 1951—1953 роках — заступник міністра будівництва підприємств важкої індустрії СРСР. Одночасно у 1951—1954 роках — начальник управління будівництва Палацу культури і науки у місті Варшаві (Польща).
У квітні 1954 — травні 1957 року — 1-й заступник міністра будівництва підприємств металургійної та хімічної промисловості СРСР.
У 1957—1959 роках — заступник голови Ради народного господарства (раднаргоспу) Свердловського економічного адміністративного району.
У 1959—1960 роках — начальник відділу організації будівництва і виконання робіт Держбуду СРСР. У 1960—1961 роках — 1-й заступник голови Державного комітету Ради міністрів СРСР у справах будівництва.
У грудні 1961 — січні 1963 року — голова правління Всесоюзного банку фінансування капітальних вкладень (Будбанку) — міністр СРСР.
У січні — березня 1963 року — 1-й заступник голови Державного комітету Ради міністрів СРСР у справах будівництва — міністр СРСР. У березні 1963 — жовтні 1965 року — 1-й заступник голови Державного комітету в справах будівництва СРСР — міністр СРСР.
У жовтні 1965 — 21 лютого 1967 — 1-й заступник голови Державного комітету Ради міністрів СРСР у справах будівництва.
21 лютого 1967 — 24 січня 1986 — міністр будівництва СРСР.
Указом Президії Верховної Ради СРСР від 1 квітня 1983 року за видатні заслуги в галузі будівництва і в зв'язку з сімдесятиріччя з дня народження Караваєву Георгію Аркадійовичу присвоєно звання Героя Соціалістичної Праці з врученням ордена Леніна і золотої медалі «Серп і Молот».
З січня 1986 року — персональний пенсіонер союзного значення в Москві.
Помер 3 листопада 1994 року. Похований в Москві на Троєкуровському цвинтарі.

## Нагороди
- Герой Соціалістичної Праці (1.04.1983)
- чотири ордени Леніна (22.07.1955, 9.08.1958, 2.04.1973, 1.04.1983)
- орден Жовтневої Революції (25.08.1971)
- чотири ордени Трудового Червоного Прапора (5.08.1944, 8.02.1949, 2.04.1963, 11.08.1966)
- медалі
- Сталінська премія ІІ ст. (1950) — за розробку і здійснення нових методів будівельних робіт
- знак «Почесний будівельник Сєверодвінська» (1980)
- Почесний громадянин міста Йошкар-Ола